# Rosalyn
Singles de The Pretty Things
Don't Bring Me Down
(octobre 1964)
Rosalyn est une chanson du groupe de rhythm and blues britannique The Pretty Things. 
Écrite par Jimmy Duncan (alors manager du groupe) et Bill Farley, elle constitue la face A du premier single des Pretty Things, publié en mai 1964 par Fontana Records. Ce single se classe en 41e position du hit-parade britannique.
Elle a notamment été reprise par David Bowie en 1973 sur son album Pin Ups, un hommage à la musique à la mode à Londres dans les années 1960. Bowie y reprend également le deuxième single des Pretty Things, sorti plus tard la même année, Don't Bring Me Down.

## Musiciens
- Phil May : chant, maracas
- Dick Taylor : guitare solo
- Brian Pendleton : guitare rythmique
- John Stax : basse
- Viv Prince : batterie